# Kathedrale von Rotterdam
Koordinaten: 51° 54′ 51″ N, 4° 27′ 27″ O

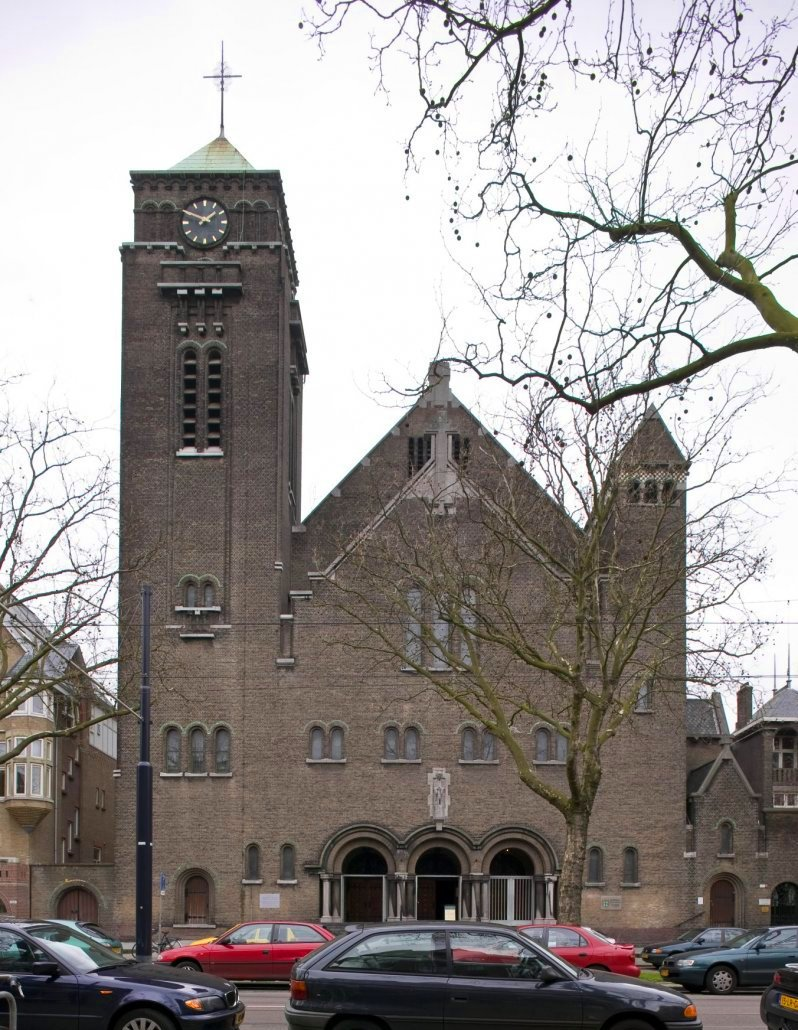
Kathedrale von Rotterdam, Westfassade (2001)

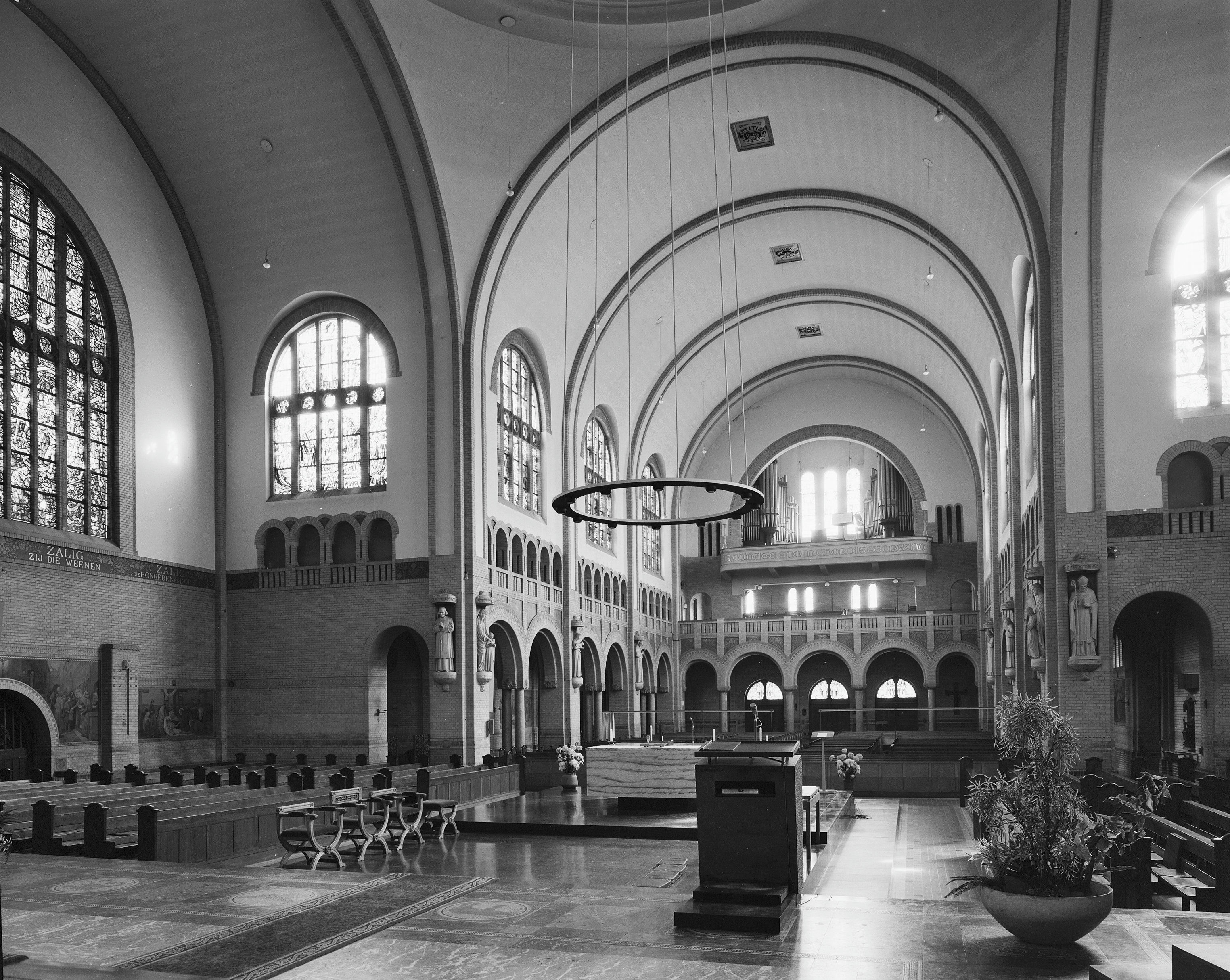
Innenraum (1971), Blick aus dem Altarraum nach Westen

Die Kathedrale von Rotterdam (niederländisch HH. Laurentius- en Elisabethkathedraal) ist eine römisch-katholische Kirche in der niederländischen Stadt Rotterdam. Die im ersten Viertel des 20. Jahrhunderts erbaute neuromanische Basilika ist seit 1968 Kathedrale des Bistums Rotterdam.

## Geschichte und Architektur
Die Rotterdamer Elisabeth-Pfarrei wurde 1904 gegründet, weil sich die Stadt stark erweiterte und die Einwohnerzahl stieg. Durch die große Zahl der Katholiken und den hohen Kirchenbesuch in dieser Zeit bestand die Notwendigkeit für eine entsprechend große Kirche, die mindestens 1.000 Menschen Platz bieten konnte.
Im April 1904 wurde zunächst für etwa 85.000 Gulden ein städtisches Grundstück erworben und im September wurde der Grundbesitz auf die Pfarrei übertragen. Zunächst sollte lediglich eine Holzkirche errichtet werden, was allerdings vom Rat nicht erlaubt wurde. Im Dezember 1904 kamen dann Kirchenrat und Baukommission zusammen, um einen Architekten zu bestimmen. Dabei fiel die Entscheidung auf P. G. Buskens, der vorher noch nie eine Kirche entworfen hatte. Im September 1906 wurde sein Entwurf für die Kirche genehmigt. Am 23. April 1907 setzte der Dekan von Rotterdam den Grundstein. Diesen schwarzen Stein kann man noch immer an einer Ecke der Kirche sehen.
Die Kirche wurde in zwei Phasen nach dem Entwurf des Architekten Buskens gebaut, der sich dabei unter anderem von der Wartburg in Thüringen inspirieren ließ. Die Fassade hat daher das Aussehen einer schweren Festung. Die Kirche wurde zu Ehren der heiligen Elisabeth von Thüringen errichtet, die im 13. Jahrhundert auf der Wartburg lebte. Im ersten Zeitraum von 1906 bis 1908 wurden der Chor, das Langhaus und das Querhaus gebaut. Am 1. Mai 1908 wurde die neue Kirche dann geweiht. Durch den Ersten Weltkrieg verzögerte sich der weitere Ausbau der Kirche. In der zweiten Phase zwischen 1920 und 1922 entstanden die beiden vorderen Türme.
Bei einem Luftangriff auf das in der Nähe gelegene Gebäude des Sicherheitsdienstes am 29. November 1944 wurde ein Seitenschiff der Kirche schwer beschädigt und musste nach dem Zweiten Weltkrieg repariert werden.
Erst im Jahr 1956 entstand das Bistum Rotterdam. Zur Kathedrale wurde zunächst die St.-Ignatius-Kirche erhoben, die aus diesem Anlass den Schutzheiligen der Stadt Rotterdam, Laurentius von Rom, als zweiten Patron bekam; sie wurde 1969 abgerissen. Am 16. März 1968 wurde der Bischofssitz zur St.-Elisabeth-Kirche verlegt und auch das Laurentius-Patrozinium auf diese übertragen.

## Orgel
Die Orgel stammt in Teilen aus dem Jahr 1923, gebaut von der Vereenigde Kerkorgelfabrieken J.J. Elbertse (Aalten). In den Folgejahren wurden kleinere Veränderungen vorgenommen. 1997–1998 wurde die Orgel umfassend umgebaut, um ein Manualwerk erweitert und die Disposition insgesamt verändert und ausgebaut.
| I Hauptwerk C– |                  |     |
| 1.             | Prestant         | 16′ |
| 2.             | Prestant         | 8′  |
| 3.             | Flûte harmonique | 8′  |
| 4.             | Bourdon          | 8′  |
| 5.             | Violon           | 8′  |
| 6.             | Octave           | 4′  |
| 7.             | Roerflöte        | 4′  |
| 8.             | Octave           | 2′  |
| 9.             | Mixtur III       |     |
| 10.            | Cornet V         | 8′  |
| 11.            | Trompet          | 8′  |

| II Positiv C– |                   |     |
| 12.           | Viola major       | 16′ |
| 13.           | Principal         | 8′  |
| 14.           | Nachthorn         | 8′  |
| 15.           | Salicional        | 8′  |
| 16.           | Unda Maris        | 8′  |
| 17.           | Quintadena        | 8′  |
| 18.           | Viola             | 4′  |
| 19.           | Gedacktflöte      | 4′  |
| 20.           | Progressio III-VI |     |
| 21.           | Englisch Horn     | 16′ |
| 22.           | Klarinette        | 8′  |
|               | Tremulant         |     |

| III Schwellwerk C– |                      |       |
| 23.                | Bourdon              | 16′   |
| 24.                | Vioolprestant        | 8′    |
| 25.                | Hohlflöte            | 8′    |
| 26.                | Viola di Gamba       | 8′    |
| 27.                | Voix Celeste         | 8′    |
| 28.                | Aeoline              | 8′    |
| 29.                | Flûte harmonique     | 4′    |
| 30.                | Nazard               | 2 ⁄3′ |
| 31.                | Waldfluit            | 2′    |
| 32.                | Fagott               | 16′   |
| 33.                | Trompette harmonique | 8′    |
| 34.                | Fagott-Oboe          | 8′    |
| 35.                | Vox Humana           | 8′    |
|                    | Tremulant            |       |

| Pedal C– |            |         |
| 36.      | Contrabass | 16′     |
| 37.      | Subbass    | 16′     |
| 38.      | Quintbas   | 10 2⁄3′ |
| 39.      | Octavbass  | 8′      |
| 40.      | Cello      | 8′      |
| 41.      | Bazuin     | 32′     |
| 42.      | Bazuin     | 16′     |
| 43.      | Trombone   | 8′      |

Siehe hierzu: Liste von Orgelregistern, für die einzelnen Bezeichnungen